# عمرو بن تميم
عمرو بن تميم جد وشاعر جاهلي، يُنسب إليه خلق من الأمراء والصحابة والمحدثين وغيرهم وهو جد قبائل بني عمرو التميمية، وأحد المعمرين قبل الإسلام، وكان زعيماً في مكة قبل الإسلام بعِدة قرون قال محمد بن إسحاق الفاكهي :
```
«
فلما مات 
تميم
 صار الرئاسة إلى إبنه عمرو بن تميم، ثم صارت في أُسَيد بن عمرو بن تميم.
[
1
]
 وقد ذكر 
النويري
 أن إبنه كعب بن عمرو بن تميم ولي البيت قبل 
قريش
 إيضاً
[
2
]
»
```

## نسبه ونشاته
هو عمرو بن تميم بن مر بن أد بن عمرو بن إلياس بن مضر بن نزار بن معد بن عدنان من ذرية النبي إسماعيل بن النبي إبراهيم عليهما السلام ، وهو أكبر أبناء تميم بن مر وبه كان يكنى أبا عمرو.
ولد في مكة عام 50 م  تقريباً.

## زوجاته وذريته
- عمرة بنت سعد بن عبد الله من بجيلة وولدت له : العنبر بن عمرو وبه يكنى، وأُسَيد بن عمرو، والهُجيم بن عمرو.[5]
- هند بنت كعب بن عمرو من مذحج وولدت له مالك بن عمرو، والحارث بن عمرو، وبشة، وقطبة، ومرة درجوا.[6]
- سلمى بنت بكر بن مر بن أد وولدت له : القليب بن عمرو دخل ولده في بني سعد بن زيد مناة بن تميم، وكعب بن عمرو.[7]